# Museo della Radio e della Televisione
Il Museo della Radio e della Televisione è un museo di Torino, situato nel Centro di produzione Rai di via Giuseppe Verdi, 14-16, e dedicato alla Storia della radio e della televisione in Italia.

## Storia

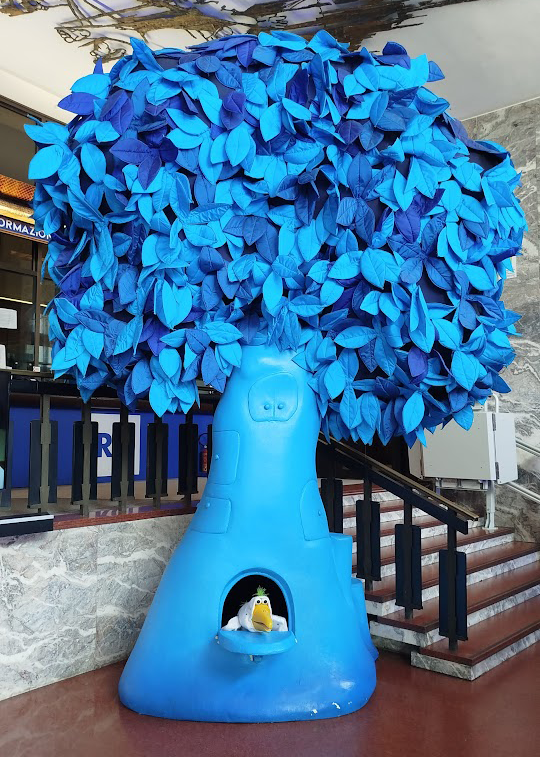
L'Albero Azzurro e Dodò, esposti all'ingresso del museo

Il primo progetto di un museo della radio risale al 1939. All'epoca, l’Ente Italiano per le Audizioni Radiofoniche aveva Direzione Generale e Laboratorio Ricerche a Torino. La guerra interruppe il progetto; esso fu recuperato nella seconda metà degli anni '60 da un gruppo di esperti, tra cui l’ingegner Banfi (già direttore tecnico dell’EIAR). Il materiale raccolto, che inizialmente doveva essere ospitato nello storico palazzo aziendale di Via dell’Arsenale 21, trovò una sistemazione provvisoria presso il Centro di produzione Rai; nel 1980 una parte dei cimeli venne collocata in alcune vetrine dell’atrio.
Nel 1984, in occasione della mostra La Radio, storia di sessant’anni: 1924-1984, la collezione venne presentata per la prima volta al pubblico.
L'inaugurazione vera e propria del Museo fu nel 1993: la raccolta fu ordinata, restaurata e ampliata, e si stabilì permanentemente nella Sala Enrico Marchesi del Centro di produzione Rai.
Ad inizio 2020, sotto il nuovo direttore Alberto Allegranza, venne stabilita la seguente trasformazione: “Da Museo tecnico per collezionisti di oggetti, a spazio esperienziale e multimediale che accoglie la diversità di gusti del pubblico in un’atmosfera da studio televisivo”. Dopo nove mesi di lavoro, il 26 settembre 2020 è stato inaugurato il "nuovo" Museo.

## Esposizione
Il percorso del museo parte dal primo telegrafo Wheatstone per arrivare fino al DVD-Video. Le raccolte sono impreziosite anche dalla presenza di arredi di storici programmi Rai, quali Rischiatutto e Portobello.